# 变音记号

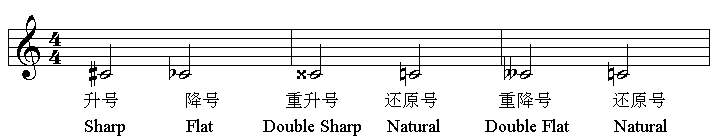
各種變音記號

變音記號（英语：accidental），又叫臨時升降記號、变音号，作用是将基本音级升高或降低。带有变音符号的音符叫做變化音。
与调号不同，該記號只對其依附音符與其後方同小節、同音名且同音高（同一個八度）的音符有效，不会影响后续小节。但如果使用延音线跨小节连接同音，则只有第一个音符前和同音换行的第一个音符前需要增加变音记号。如果一行五线谱内有多个声部，有时会为了阅读方便会重复标记变音记号，但大部分情况下就算没有重复标记，也需要演奏同一小节最后一次变化的音符。

## 常用的變音記號
升號（Sharp，标记为♯）会将其依附的基本音升高半音，符號形似井號（#）。書寫時，橫線部份稍微傾斜，從左到右向上升。

降號（Flat，标记为♭）会将其依附的基本音降低半音，符號形似小寫字母b，以沿用葛麗果聖歌時代的紐姆記譜法中用以區分的“另一種B音”所創立的符號，書寫時，圓圈位呈上圓而下尖。

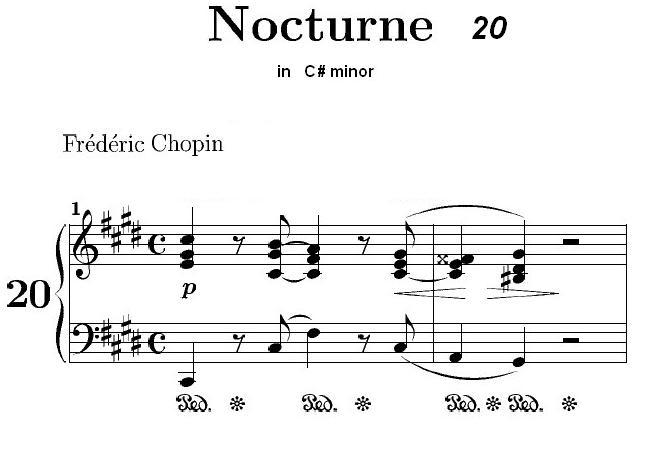
蕭邦的升c小調夜曲頭2小節，已經出現了Fx音，作為升D和弦（升G和弦的次屬和弦）的構成部份。

重升號（Double Sharp，标记为）会将其依附的基本音升高两个半音，符號為如一個小寫字母x，但四邊的邊位略為加粗。自然音音乐中，升高兩個半音後的音高通常等同於另一個自然音，因此在調號升降記號不多時較少使用重升號。但調性音樂中如果出現B大調、升F大調、升C大調等調號，重升號音便有機會出現，如F、C等。
蕭邦的升c小調夜曲中，就出現了不少F、C。

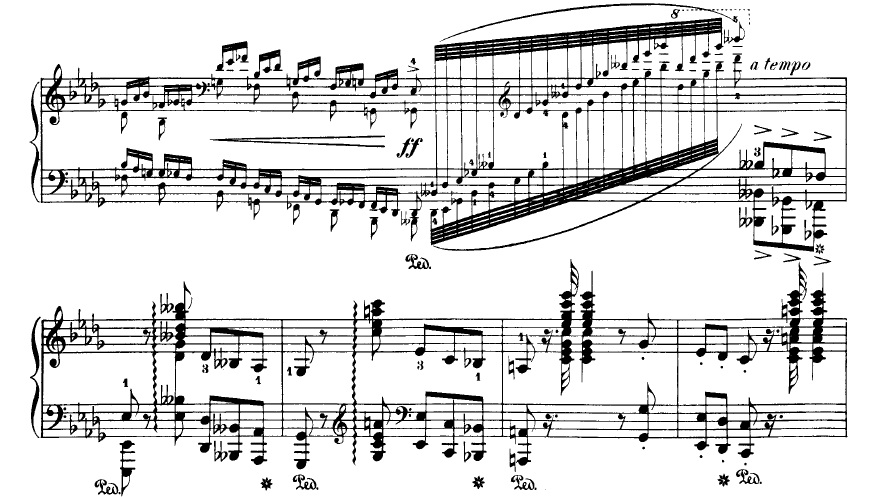
柴可夫斯基第1號鋼琴協奏曲第1樂章，第48及49小節使用了B𝄫音。

重降號（Double Flat，标记为）会将其依附的基本音降低两个半音。符號為兩個降號緊貼在一起。它和重升號一樣較少使用，通常在降D大調、降G大調、降C大調這類降號較多的調性音樂中有可能出現,
，如B、E等。
另外，增六和弦里也可能出现重降号，例如降D大調的第六音為B♭，因此其重属增六和弦的根音為B。

還原號（Natural，标记为♮）会將其依附的基本音还原为原本音高，寫法类似升號，但减去了左下角和右上角的突出部份。如果需要将重升号和重降号还原为升号或降号，则应该在升降号的前面增加一个还原号，如♮♯和♮♭。

## 辅助变音记号
实际记谱中，为了帮助演奏者更顺畅地识谱，可以使用原本不需要添加的辅助变音记号（或叫提示变音记号、保险变音记号，英语：courtesy accidental/cautionary accidental/reminder accidental）。辅助变音记号通常用于提示某个音已经回到和调号相同的状态。辅助变音记号可以在左右加上括号，也可以不加；可以缩小记号大小，也可以不缩小。
辅助变音记号通常用于以下情况：
1.如果在同一行五线谱同一小节中，先出现了一个变音记号，而后（或同时）在同音级其它八度中也出现这个音，但后出现的不需要变音记号，则建议使用辅助变音记号。
2.如果在同一行五线谱中，有变音记号的小节紧邻的下一个小节出现了同音级的音符，而这个音符不需要变音记号，则建议使用辅助变音记号。
3.如果因为旋律或和声的某些特点，需要使用辅助变音记号来强调某些音符，则可以使用辅助变音记号。

## 微分音音乐中的变音记号
现代音乐中有时会出现以25音分（四分之一音）为单位的临时变音记号，用来描述微分音音乐中的特殊音响效果。